# Begonia sunorchis
Begonia sunorchis là một loài thực vật có hoa trong họ Thu hải đường. Loài này được C.Chev. mô tả khoa học đầu tiên năm 1938.